# ディディエ・フランク
ディディエ・フランク（Didier Franck, 1947年 - ）は、現代フランスの哲学者。パリ第十大学ナンテールの名誉教授。同大学と高等師範学校でドイツ哲学を教えていた。ジャン＝フランソワ・クルティ―ヌ、ジャン＝リュック・マリオンとともに1980年以降のフランスの現象学研究を牽引してきた一人である。
1984年、深夜叢書（ミニュイ社）の『Philosophie』誌を創刊した。また、1986年にはパリ・フッサール文庫を再設立した。
現代ドイツ哲学史の専門家であり、特にニーチェ、フッサール、ハイデッガーについての著作がある。2018年に一連の業績のためにアカデミー・フランセーズの哲学大賞を授かった。

## 経歴
1947年、パリ近郊ヌイイに生まれる。

### 学生時代
リセの最終学級の哲学級で出版されたばかりのハイデガー著『存在と時間』の仏訳と出会い、哲学（特に現象学）を志すことになる。その後、パリ第10大学に入学し、ポール・リクールやエマニュエル・レヴィナスなどの授業に出席する。また高等師範学校でジャック・デリダが行っていた現象学のセミナーに参加していた。後に、人から直接何かを学んだのはデリダからだけだったと語ったという。

### アグレガシオン合格後
哲学のアグレガシオンに合格後、1973年から1982年まで各地のリセの哲学教授を歴任する。このころ、1981年に最初の著作『身体と物体――フッサールの現象学について（Chair et corps, sur la phénoménologie de Husserl）』をミニュイ社から出版。この著作は、その後のフランス現象学の先駆的作品であり、フランス現象学界ではすでに古典としての地位を確立している。
1982年から1984年にかけて、フランス国立科学研究センター（CNRS）の所属研究員を務める。1984年に、社会科高等研究院に転出したデリダの後任として高等師範学校講師に着任。高等師範学校講師としては、ジョスラン・ブノワ、クロード・ロマノ、ドミニク・プラデルら若い現象学者を育てている。
同1984年、ミニュイ社にて雑誌『哲学（Philosophie）』を創刊し、1994年まで編集長を務める。1986年に、第二の著作『ハイデガーと空間の問題（Heidegger et le problème de l'espace）』を出版した。この著作と、最初の著作である『身体と物体――フッサールの現象学について』とを合わせた「身体と空間性についての現象学的探究」で国家博士号（fr:Diplôme national de doctorat）を取得した。同年、ジャン＝フランソワ・クルティ―ヌとともに、高等師範学校内にパリ・フッサール文庫を再設立し、1989年まで副所長を務めた。

### 大学教授時代
1991年、トゥール大学教授に着任する。
1996年、パリ第１０大学教授に着任する。2010年より、フランス大学協会会員。
2015年、年度末を以て、パリ西大学ナンテール/デ・ファランス（現：パリ・ナンテール大学（fr））の教授を退官し、同年9月、名誉教授に就任した 。
大学教授時代には、次の四つの著作を公刊している。
- 『ニーチェと神の影（Nietzsche et l'ombre de Dieu）』（1989年）
- 『諸現象のドラマ（Dramatique des phénomènes）』（日本語版：『現象学を超えて』）（2001年）
- 『ハイデッガーとキリスト教――黙せる対決（Heidegger et le christianisme. L’explication silencieuse）』（2004年）
- 『他者のための一者――レヴィナスと意義（L'un-pour-l'autre. Levinas et la signification）』（2008年）

### 名誉教授以降
2018年には、これまでの一連の業績が評価され、アカデミー・フランセーズの哲学大賞を授かった。
名誉教授就任以降、次の2つの著作を公刊している。
- 『Le nom et la chose. Langage et vérité chez Heidegger』（2017年）
- 『La constitution du temps』（2020年）

## 思想

### 反キリスト教的立場
フランクはキリスト教に対する深い造詣がありつつも、キリスト教に対してはきわめて批判的である。
そのため、レヴィナスに対する評価は、あくまで現象学者としてであり、ユダヤ教的思想と結びついたレヴィナスの倫理学や、マリオンのカトリック神学を背景とする現象学的立場、フランクと同じ「chair」という用語を用いるものの、キリスト教的神学に根差した発想を持つメルロー＝ポンティに対しては批判的である。
フランクの用いる「chair」という用語は、キリスト教的な意味合いを持つ「肉」とされることが多いが、フッサール現象学における「物体Körper」と区別される「身体Lieb」の訳語として採用されており、そこにキリスト教的要素は含まれていない。「incarnation」も同様に、しばしば「（キリストの）受肉」の意味を持つが、フランクは「身体化」の意味で用いており、キリスト教的要素は含まれない。

## エピソード

### レヴィナスについての講演
1989年、『カイエ・ドゥ・レルヌ』誌は、同誌がレヴィナス特集号を公刊したことを祝う夕べをリヨンで開催した。そこで、この号に寄稿していなかったディディエ・フランクが招待され、レヴィナスの著書『実存から実存者へ』（1947）について講演を行うこととなった。フランクが講演を始めてほどなく、フランクがレヴィナスを批判する内容を話す前に、出席していたレヴィナスが突然荒々しく怒りだし、「こんなに理解されなかったことはない」と叫んで、部屋を出て行った。同席していたカトリーヌ・シャリエはレヴィナスの退席理由を体調不良の為だとした。その後、レヴィナスはシャリエを通じてフランクに謝罪した。
この件について、フランクはレヴィナスの怒りは完全に自覚的で、意図的なものだとして捉えており、その後に批判が続くだろうことを分かっていたのだろうと述べている。フランクによれば、レヴィナスには暴力性があり、そうした暴力性は作品のうちにあったという。
また、フランクはレヴィナスは信仰告白的な読解をしたことによって評価されたが、そうした読解は誤りであり、重要なのは哲学的な読解であるとして批判している（#反キリスト教的立場も参照）。

## 評価
- ジャン＝リュック・マリオンは、フランクが哲学大賞を授かった際のスピーチで、教師としても思想家としても、世界で最も優れたフランスの哲学者の一人であると述べている[7]。

- 著書『ハイデッガーとキリスト教――黙せる対決』を翻訳した中敬夫は、「あとがき」の中で、「（前略）その独特の発想と緻密で広範な引証、何よりその圧倒的に凝縮された息詰まるような論理的展開によって、フランスでは、一歳年上のジャン＝リュック・マリオンとならんで、つとに哲学界の「スター」として知られ、今最も注目される哲学者の一人である」と紹介している[14]。

## 受賞
2018年 - 哲学大賞（アカデミー・フランセーズ）：一連の業績に対して

## 著作
ディディエ・フランクには多数の著作がある。
- Chair et corps, sur la phénoménologie de Husserl, Éditions de Minuit, 1981 et 1993.
- Heidegger et le problème de l'espace, Éditions de Minuit, 1986.
- Nietzsche et l'ombre de Dieu, collection Epiméthée, P.U.F., 1998.
- Dramatique des phénomènes, collection Epiméthée, P.U.F., 2001.
本郷均訳『現象学を超えて』萌書房、2003年
- Heidegger et le christianisme, collection Epiméthée, P.U.F, 2004. 
中敬夫訳『ハイデッガーとキリスト教――黙せる対決』萌書房、2007年
- Collaboration à l'ouvrage dirigé par J.-F. Mattéi, Heidegger et l'énigme de l'être,  PUF, 2004[15].
- L'un-pour-l'autre. Levinas et la signification, collection Epiméthée, P.U.F., 2008.
米虫正巳、服部敬弘訳『他者のための一者――レヴィナスと意義』法政大学出版局、2015年

## 翻訳
ディディエ・フランクは書籍翻訳も行っている。
- De la phénoménologie d'Eugen Fink, Éditions de Minuit, 1975 et 1990.
- La terre ne se meut pas de Husserl, Éditions de Minuit, 1989.
- Notes sur Heidegger de Husserl, Éditions de Minuit, 1993.
- Remarques sur Art-sculpture-espace, de Heidegger, Payot, 2010.

## 日本語文献

### 単著
- 『現象学を超えて』（本郷均ほか訳）萌書房、2003年。
- 『ハイデッガーとキリスト教――黙せる対決』（中敬夫訳）萌書房、2007年。
- 『他者のための一者――レヴィナスと意義』（米虫正巳ほか訳）法政大学出版局〈叢書・ウニベルシタス 1034〉、2015年。

### 共著
- 「第一章　真理のための呼び名」『フランス現象学の現在』（米虫正巳ほか訳）法政大学出版局、2016年、4-38頁。
フランス語版は、ミニュイ社の雑誌『哲学』127号（2015年4月）に収蔵[16]。Didier Franck, 《LeLe prénom de la vérité》, in Philosohie, N° 127, Minuit, 2015[17].